# Onthophagus punthari
Onthophagus punthari là một loài bọ cánh cứng trong họ Bọ hung (Scarabaeidae).